# 七人のこびとのマイントレイン
七人のこびとのマイントレイン（しちにんのこびとのマイントレイン、Seven Dwarfs Mine Train）は世界のディズニーパークにあるアトラクション。

## このアトラクションが存在するパーク
- マジック・キングダム（ウォルト・ディズニー・ワールド・リゾート）
- 上海ディズニーランド（上海ディズニーリゾート）

## 概要
ウォルト・ディズニーが製作し、1937年に公開された映画『白雪姫』における映画の中の七人のこびとらが鉱石の採掘をするシーンをモチーフとしたローラーコースターのアトラクション。ライドが左右に揺れる。また、映画に登場する七人のこびとがオーディオアニマトロニクスによって再現され、屋内のシーンではこびとたちがダイヤモンドを採掘している坑道の中をトロッコ型のライドに乗って通り抜けることが出来る。子供連れ及び3世代で乗る事も想定して作られているため、ディズニーパークのローラーコースターの中では比較的スピードが少なく、身長制限などは存在していない。

## 各施設紹介

### マジック・キングダム
| 七人のこびとのマイントレイン Seven Dwarfs Mine Train | 七人のこびとのマイントレイン Seven Dwarfs Mine Train | 七人のこびとのマイントレイン Seven Dwarfs Mine Train | 七人のこびとのマイントレイン Seven Dwarfs Mine Train |
| ---------------------------------------------------- | ---------------------------------------------------- | ---------------------------------------------------- | ---------------------------------------------------- |
| 七人のこびとのマイントレイン                         |                                                      |                                                      |                                                      |
| オープン日                                           | オープン日                                           | 2014年5月28日                                        | 2014年5月28日                                        |
| スポンサー                                           | スポンサー                                           | なし                                                 | なし                                                 |
| 所要時間                                             | 所要時間                                             | 約3分                                                | 約3分                                                |
| 定員                                                 | 定員                                                 | 20名/1台                                             | 20名/1台                                             |
| 利用制限                                             |                                                      | なし                                                 | なし                                                 |
| ファストパス                                         | ファストパス                                         |                                                      | ○                                                    |
| シングルライダー                                     | シングルライダー                                     |                                                      | 対象外                                               |

2010年に始まった新ファンタジーランドの一環として、2014年にオープンした。マジック・キングダム内でキューラインには、訪れたゲストが楽しめるミニゲームや仕掛けが設置されている。また、アトラクションの最初の巻き上げの際に右側に見えるクレーンの上にいる2羽の鳥と、降り場の直前に見えるこびとの家の中にいる白雪姫達の人形はもともと前に存在した白雪姫の恐ろしい冒険のアトラクションで実際に使われていたものである。

### 上海ディズニーランド
| 七人のこびとのマイントレイン Seven Dwarfs Mine Train | 七人のこびとのマイントレイン Seven Dwarfs Mine Train | 七人のこびとのマイントレイン Seven Dwarfs Mine Train | 七人のこびとのマイントレイン Seven Dwarfs Mine Train |
| ---------------------------------------------------- | ---------------------------------------------------- | ---------------------------------------------------- | ---------------------------------------------------- |
| オープン日                                           | オープン日                                           | 2016年6月16日(上海ディズニーランドと同時にオープン)  | 2016年6月16日(上海ディズニーランドと同時にオープン)  |
| スポンサー                                           | スポンサー                                           | なし                                                 | なし                                                 |
| 所要時間                                             | 所要時間                                             | 約3分                                                | 約3分                                                |
| 定員                                                 | 定員                                                 | 20名/1台                                             | 20名/1台                                             |
| 利用制限                                             |                                                      | なし                                                 | なし                                                 |
| ファストパス                                         | ファストパス                                         |                                                      | ○                                                    |
| シングルライダー                                     | シングルライダー                                     |                                                      | ○                                                    |

上海ディズニーランドのオープンと同時にオープンした。アメリカ国外では世界で唯一のアトラクションである。